# .li
.li je vrhovna internetska domena (country code top-level domain - ccTLD) za Lihtenštajn. Domenom upravlja Fachhochschule Liechtenstein.

## Vanjske poveznice
- IANA .li whois informacija  Arhivirana inačica izvorne stranice od 4. srpnja 2008. (Wayback Machine)